# Sent Laurenç (Charente)
Sent Laurenç (en francès Saint-Laurent-de-Céris) és un municipi francès situat al departament del Charente i a la regió de la Nova Aquitània. L'any 2007 tenia 757 habitants.

## Demografia

### Població
El 2007 la població de fet de Saint-Laurent-de-Céris era de 757 persones. Hi havia 336 famílies de les quals 110 eren unipersonals (57 homes vivint sols i 53 dones vivint soles), 117 parelles sense fills, 77 parelles amb fills i 32 famílies monoparentals amb fills.
La població ha evolucionat segons el següent gràfic:
Habitants censats

### Habitatges
El 2007 hi havia 459 habitatges, 347 eren l'habitatge principal de la família, 64 eren segones residències i 48 estaven desocupats. 435 eren cases i 22 eren apartaments. Dels 347 habitatges principals, 254 estaven ocupats pels seus propietaris, 81 estaven llogats i ocupats pels llogaters i 12 estaven cedits a títol gratuït; 3 tenien una cambra, 24 en tenien dues, 59 en tenien tres, 119 en tenien quatre i 142 en tenien cinc o més. 265 habitatges disposaven pel capbaix d'una plaça de pàrquing. A 161 habitatges hi havia un automòbil i a 137 n'hi havia dos o més.

### Piràmide de població
La piràmide de població per edats i sexe el 2009 era:
| Homes | Edats   | Dones |
| ----- | ------- | ----- |
| 0     | 95 o +  | 0     |
| 4     | 90 a 94 | 12    |
| 8     | 85 a 89 | 8     |
| 12    | 80 a 84 | 20    |
| 32    | 75 a 79 | 36    |
| 24    | 70 a 74 | 24    |
| 20    | 65 a 69 | 32    |
| 12    | 60 a 64 | 28    |
| 20    | 55 a 59 | 12    |
| 28    | 50 a 54 | 16    |
| 36    | 45 a 49 | 20    |
| 12    | 40 a 44 | 28    |
| 36    | 35 a 39 | 40    |
| 12    | 30 a 34 | 8     |
| 16    | 25 a 29 | 24    |
| 8     | 20 a 24 | 8     |
| 8     | 15 a 19 | 20    |
| 32    | 10 a 14 | 28    |
| 28    | 5 a 9   | 12    |
| 8     | 0 a 4   | 20    |

## Economia
El 2007 la població en edat de treballar era de 455 persones, 303 eren actives i 152 eren inactives. De les 303 persones actives 264 estaven ocupades (141 homes i 123 dones) i 38 estaven aturades (15 homes i 23 dones). De les 152 persones inactives 63 estaven jubilades, 35 estaven estudiant i 54 estaven classificades com a «altres inactius».

### Ingressos
El 2009 a Saint-Laurent-de-Céris hi havia 351 unitats fiscals que integraven 784,5 persones, la mediana anual d'ingressos fiscals per persona era de 14.660 €.

### Activitats econòmiques
Dels 38 establiments que hi havia el 2007, 1 era d'una empresa alimentària, 1 d'una empresa de fabricació d'altres productes industrials, 8 d'empreses de construcció, 10 d'empreses de comerç i reparació d'automòbils, 1 d'una empresa de transport, 3 d'empreses d'hostatgeria i restauració, 1 d'una empresa financera, 1 d'una empresa immobiliària, 3 d'empreses de serveis, 7 d'entitats de l'administració pública i 2 d'empreses classificades com a «altres activitats de serveis».
Dels 15 establiments de servei als particulars que hi havia el 2009, 1 era una oficina de correu, 3 tallers de reparació d'automòbils i de material agrícola, 3 paletes, 1 guixaire pintor, 1 fusteria, 1 lampisteria, 1 electricista, 2 perruqueries i 2 restaurants.
Dels 3 establiments comercials que hi havia el 2009, 1 era una botiga de menys de 120 m², 1 una fleca i 1 una botiga de mobles.
L'any 2000 a Saint-Laurent-de-Céris hi havia 30 explotacions agrícoles que ocupaven un total de 1.635 hectàrees.

## Equipaments sanitaris i escolars
L'únic equipament sanitari que hi havia el 2009 era una farmàcia.
El 2009 hi havia una escola elemental.

## Poblacions més properes
El següent diagrama mostra les poblacions més properes.